# Los Angeles County Metropolitan Transportation Authority
De Los Angeles County Metropolitan Transportation Authority (LACMTA), (vaak afgekort tot Metro, LA Metro of L.A. Metro) is verantwoordelijk voor een groot deel van het openbaar vervoer in Los Angeles County. De LACMTA is opgericht op 1 februari 1993, na een fusie van twee andere ov-maatschappijen.
De LACMTA opereert 140 buslijnen, 5 lightrail-lijnen, 2 snelbuslijnen en 2 metrolijnen. Tevens financiert het bedrijf andere ov-vervoerders die in de regio actief zijn, zoals de Metrolink (een forenzenspoorwegmaatschappij), verschillende lokale busmaatschappijen en invaliden vervoer.

## Geschiedenis
De Los Angeles County Metropolitan Transportation Authority is op 1 februari 1993 opgericht na de fusie van de Southern California Rapid Transit District (RTD) en de Los Angeles County Transportation Commission (LACTC).
De Southern California Rapid Transit District werd op 18 augustus 1964 opgericht om een groot deel van het openbaar vervoer in Los Angeles County, San Bernardino County, Orange County en Riverside County te exploiteren. In de jaren 80 besloot de RTD zich voornamelijk te concentreren op Los Angeles County, waardoor het openbaar vervoer in de andere county's naar andere maatschappijen gingen.
De Los Angeles County Transportation Commission werd in 1976 opgericht, en kreeg te taak om alle commissies en transportfinancieringen van zowel het openbaar vervoer als de (snel-)wegen in Los Angeles County te beheren.
In de jaren 80 kregen de twee bedrijven een conflict, doordat de RTD de A-lijn tussen Long Beach en Los Angeles begon te bouwen, terwijl de LACTC bezig was met de bouw van de B-lijn in Downtown Los Angeles. De reden achter het conflict, was dat de RTD besloot de A-lijn te laten eindigen in het Pico station, terwijl de LACTC zes straten verderop een transporthub had gebouwd.
Om het conflict, en eventuele toekomstige conflicten, te beëindigen, werd de Los Angeles County Metropolitan Transportation Authority opgericht. De LACMTA kreeg alle verantwoordingen van beide bedrijven op zich, en werd de belangrijkste vervoerder in Los Angeles.

## Diensten

### Spoorvervoer
De LACMTA exploiteert twee metrolijnen en vijf lightrailverbindingen. Deze zeven spoorlijnen zijn gezamenlijk 182,7 km lang, en tellen 99 stations.
| Lijn   | Begin-/Eindpunten                                      | Soort     | Lengte   | Stations |
| ------ | ------------------------------------------------------ | --------- | -------- | -------- |
| A      | 7th St/Metro Center - Long Beach Downtown (Long Beach) | lightrail | 35,4 km  | 22       |
| B      | Union Station - North Hollywood                        | metro     | 26,2 km  | 14       |
| C      | Redondo Beach - Norwalk                                | lightrail | 32,2 km  | 14       |
| D      | Union Station - Wilshire/Western                       | metro     | 10,3 km  | 8        |
| E      | 7th St/Metro Center - Downtown Santa Monica            | lightrail | 24,5 km  | 19       |
| K      | Expo/Crenshaw - Westchester/Veterans                   | lightrail | 13,7 km  | 7        |
| L      | APU/Citrus College - Atlantic                          | lightrail | 50 km    | 27       |
| Totaal | Totaal                                                 | Totaal    | 170,3 km | 93       |

### Busvervoer

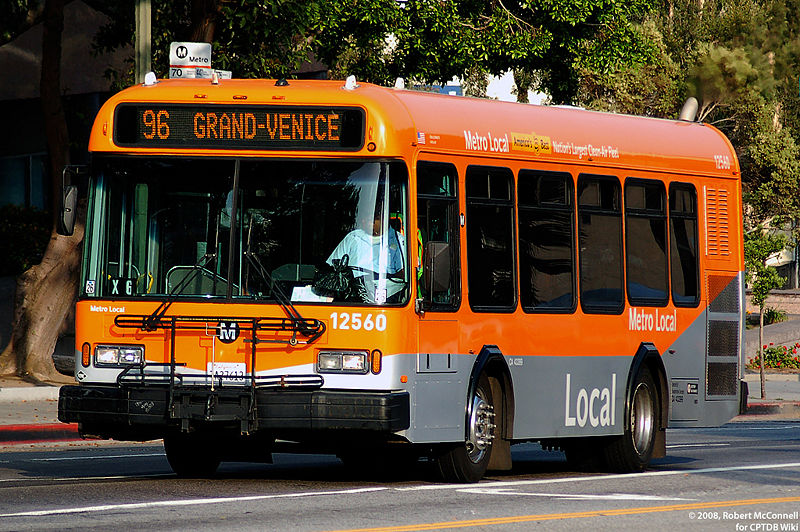
Een LACMTA bus richting Grand Venice.

De LACMTA exploiteert buslijnen in Los Angeles, de San Fernando Valley en het westen van de San Gabriel Valley. Er zijn in totaal 113 buslijnen, die voornamelijk door de LACMTA gereden worden, maar enkele lijnen worden door MV Transportation, Southland Transit en Transdev gereden. De LACMTA heeft 2.320 bussen in dienst.
Het nummersysteem dateert nog uit de tijd van de Southern California Rapid Transit District:
- Lijnnummers in de 0-100 serie zijn voor buslijnen die van en naar Downtown Los Angeles rijden
- Lijnnummers in de 100-200 serie zijn voor buslijnen die oost-west door de concessie rijden
- Lijnnummers in de 200-300 serie zijn voor buslijnen die noord-zuid door de concessie rijden
- Lijnnummers in de 300-400 serie zijn voor bussen die weinig stoppen
- Lijnnummers in de 400-500 serie zijn voor snelwegbussen die van en naar Downtown Los Angeles rijden
- Lijnnummers in de 500-600 serie zijn voor snelwegbussen die door de concessie rijden
- Lijnnummers in de 600-700 serie zijn voor shuttlebussen
- Lijnnummers in de 700-800 serie zijn voor snelbussen
- Lijnnummers in de 800-900 serie worden gebruikt door de metro en lightrail, maar vervangend busvervoer krijgen een lijnnummer in deze serie
- Lijnnummers in de 900-1000 serie worden gebruikt voor snelbussen van de Metro Busway.

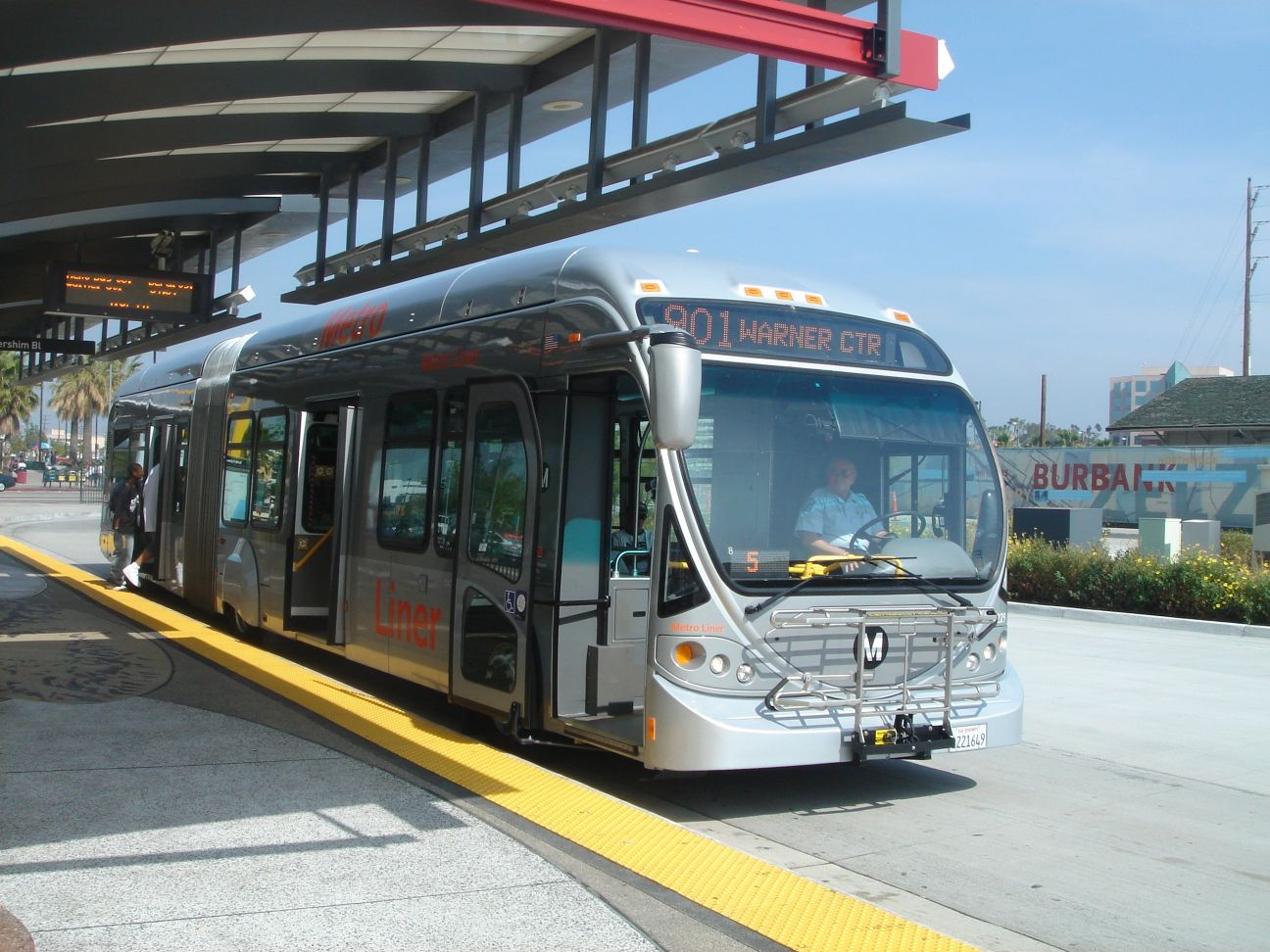
Een Metro Busway bus

### Metro Busway
De Los Angeles Metro Busway is een metro-achtige bus die door Los Angeles rijdt. De Metro Busway bestaat uit twee lijnen; G en J, en maken uitsluitend gebruik van busbanen. De Metro Busway dient als een soort metro, wat te merken is aan de huisstijl (grijs, net als de metro's) en ze stoppen alleen op speciale busstations.
De twee lijnen hebben een gezamenlijke lengte van 97 km en hebben 29 haltes.

### Overige diensten
- Deelfietsen: De LACMTA heeft in Downtown LA, Central LA, Hollywood en North Hollywood deelfietsen staan.
- Carpoolstroken: Carpoolers die meer dan twee passagiers vervoeren, mogen gratis van de El Monte busbaan en de Harbor Transitway gebruik maken.[3]
- Metro Freeway Service Patrol: Een joint-venture tussen de LACMTA, Caltrans en de California Highway Patrol, die voertuigen die pech hebben op de Freeway's van Los Angeles gratis afslepen en repareren.
- Metro Micro: Een On-demand dienst die kleine busjes door de stad exploiteert
- Metrolink: Forenzenspoorwegmaatschappij in Zuid-Californië die grotendeels door de LACMTA gefundeerd wordt.

## Veiligheid
De LACMTA heeft een contract gesloten met de Los Angeles County Sheriff's Department voor de veiligheid in het openbaar vervoer. Daarnaast heeft de LACTMA ook eigen handhavers in dienst. In de stad Los Angeles, houdt de Los Angeles Police Department toezicht op de stations, en in Long Beach doet de Long Beach Police Department dat.